# Marco Toniolli
Marco Toniolli (* 26. März 1932 in Brixen) ist ein italienischer Politiker der Partei Forza Italia und Wirtschaftsprofessor der Universität Padua. Von 1996 bis 2001 gehörte er dem Senat, der zweiten Kammer des Parlaments, an.

## Werke
- Corso di economia politica, Padua, Cleup, 1977
- Introduzione all'economia (Einführung in die Wirtschaft), Padova, Cleup Editore, 1983
- Indebitamento pubblico e soluzione scientifica, Padua, 1996